# 4. Sinfonie (Mjaskowski)
Die Sinfonie in e-Moll op. 17 ist die vierte Sinfonie des Komponisten Nikolai Jakowlewitsch Mjaskowski.

## Entstehungsgeschichte
1914 war Mjaskowski nach der Fertigstellung der dritten Sinfonie sehr depressiv, trotzdem hatte er Pläne für neue Werke. In seinen Notizen findet sich der Vermerk einer „stillen“ und einer „grandiosen“ Sinfonie. Kurz darauf hatte Mjaskowski von Wladimir Wladimirowitsch Dershanowski den Auftrag bekommen, eine Oper über Dostojewskis Der Idiot zu komponieren. Aus diesem Vorhaben wurde jetzt noch nichts, da Mjaskowski mit Ausbruch des Ersten Weltkriegs eingezogen wurde. 1916 wurde er auf Grund einer Verletzung nach Reval (Tallinn) versetzt, wo er sich wieder dem Komponieren widmete. Dershanowski bat ihn, sich zunächst wieder mit der Oper zu beschäftigten, Mjaskowski wollte nach der längeren Kompositionspause aber lieber mit einem altbekannten Genre neuanfangen. So entwickelte er erste Pläne für eine vierte Sinfonie. Im Dezember 1917 wurde er in seine Heimatstadt Petrograd (Sankt Petersburg) versetzt, wo er sich der Arbeit an zwei sinfonischen Werken widmete: Der vierten und der fünften Sinfonie, in denen er ganz bewusst die Erlebnisse, die er an der Front durchlitten hatte, verarbeiten wollte. Bis zum 5. April 1918 waren beide Werke fertiggestellt.

## Analyse
Die vierte Sinfonie ist im Aufbau der 27. Sinfonie am ähnlichsten: Der erste Satz beginnt mit einer düsteren Einleitung, der zweite Satz steht in einer mediantischen Dur-Tonart, der dritte Satz scheint zunächst in einer mediantischen Moll-Tonart zu sein, bevor er sich zur Molltonika wendet und der Schluss steht in der Durtonika. Die Tonsprache, die in der vierten Sinfonie sehr scharf und stellenweise atonal ist, unterscheidet sich allerdings beträchtlich. Die ursprünglich geplante „stille“ Sinfonie musste zunächst dieser nervös-expressiven Sinfonie weichen. Mjaskowski fertigte für die Zeitschrift Sowremennaja Musyka eine Analyse des Werkes an, in der er sagt, dass die drei Sätze nur durch den Charakter verbunden sind und ansonsten eigenes thematisches Material verwenden. In der umfangreichen Einleitung des ersten Satzes werden zunächst zwei Themen vorgestellt. Das erste Thema hat einen unruhigen Charakter und wird von der Soloflöte gespielt, das zweite, gesangliche von den Bässen. Die Themen entwickeln sich zu düsteren Bildern, die von den Erlebnissen des Krieges geprägt sind. Der zweite Satz beginnt mit einem Fugato. Kurze lyrische Momente steigern die Spannung und leiten so zum schnellen Finale über. Hier verändern sich die düsteren Klangbilder bis hin zum festlich-jubelnden Schluss. Das einzige, was Mjaskowski aus der anfänglichen Planung zu dieser Sinfonie verwendete, ist ein russisches Wiegenlied, das er später auch noch in der fünften, sechsten, siebten, 14. und 22. Sinfonie benutzte. Die Erweiterung seines philosophischen Horizonts durch die Erlebnisse an der Front, die Mjaskowski in der Folgezeit vorläufig zu einem eigenen Stil verhelfen sollte, zeigt sich das erste Mal in dieser Sinfonie. Mjaskowski sagte dazu, die Musik habe jetzt einen „‹objektiveren› Charakter“.

## Rezeption und Kritik
Die Uraufführung der 4. Sinfonie fand – zusammen mit der 7. Sinfonie – am 8. Februar 1925 in Moskau unter der Leitung von Konstantin Saradschew statt. Mjaskowski gefiel diese Sinfonie besonders gut, in Russland galt sie zusammen mit der fünften Sinfonie als Geburt der sowjetischen Sinfonik. 1926 wurde die Sinfonie im Moskauer Staatsverlag herausgegeben. Von einer Aufführung in Paris im Jahr 1933 berichtete ihm Prokofjew allerdings, dass das Publikum von der Symmetrie der Sinfonie nicht begeistert war. Mjaskowski erwiderte darauf: „Symmetrie ist schlecht, wenn sie in Monotonie umschlägt, aber das gibt es in der Vierten [Sinfonie] nicht.“ Internationalen Erfolg hatte Mjaskowski dennoch erst mit der fünften Sinfonie.